# Château de Zähringen
Les ruines du château de Zähringen (en allemand : Zähringer Burg) sont les restes du siège ancestral des Zähringer.

## Endroit
Il est situé sur le sommet d'une colline au nord-ouest du Rosskopf.

## Contexte
Il est l'un des nombreux châteaux, villages et villes fondés par les ducs de Zähringen dans le Sud de l'Allemagne et en Suisse (entre autres : Fribourg-en-Brisgau, Fribourg, Villingen, Neuenburg am Rhein, Berne, Thoune, Rheinfelden, Morat).

## Histoire
Au IVe siècle, pendant la période des grandes migrations, le sommet de la colline fut nivelé afin d'y bâtir plus facilement une cité haute. Des chefs alémaniques y résidèrent jusqu'à l'abandon du château la fin du Ve siècle.

## Le château
Le toponyme Zähringen a été mentionné pour la première fois dans des notes prises vers la fin du premier millénaire. Il n'est cependant pas certain qu'elles se référent à une fortification sur la colline. Il pourrait s'agir du village qui est aujourd'hui le quartier Zähringen de Fribourg.
La première mention ne laissant aucun doute se trouve dans le Rotulus Sanpetrinus, un volumen de parchemin écrit en 1128 dans le monastère de St. Peter dans la Forêt-Noire. Ce document est écrit en latin et contient le passage apud Zaringen castrum (près du château de Zähringen).

## Déplacement
Berthold II de Zähringen ordonna la construction d'un nouveau château sur le Schlossberg directement au bord du centre historique de Fribourg. Ce lieu était plus avantageux non seulement selon des critères commerciaux, mais aussi stratégiques. Il déménagea au nouveau château en 1091.

## Événements
Lorsque le lignage des Zähringer s'éteignit, l'empereur Frédéric II confisqua le château comme fief en 1218.
Plus tard, entre 1275 et 1281, à la suite de disputes entre l'Empire et les comtes d'Urach concernant les possessions territoriales, le château fut détruit et reconstruit.
En 1422, le margrave de Bade acquit une partie du terrain.
Le château fut détruit définitivement pendant la guerre des Paysans allemands en 1525.
En 1815, la colline du château devint la propriété du Grand-duché de Bade.

## Aujourd'hui
Seule une tour ronde de 18 m construite au XIIIe siècle est encore intacte. Elle dispose d'une plate-forme d'observation qui est entouré par des merlons. 
Un restaurant avec vue sur la vallée se situe sur la colline, proche des ruines. 

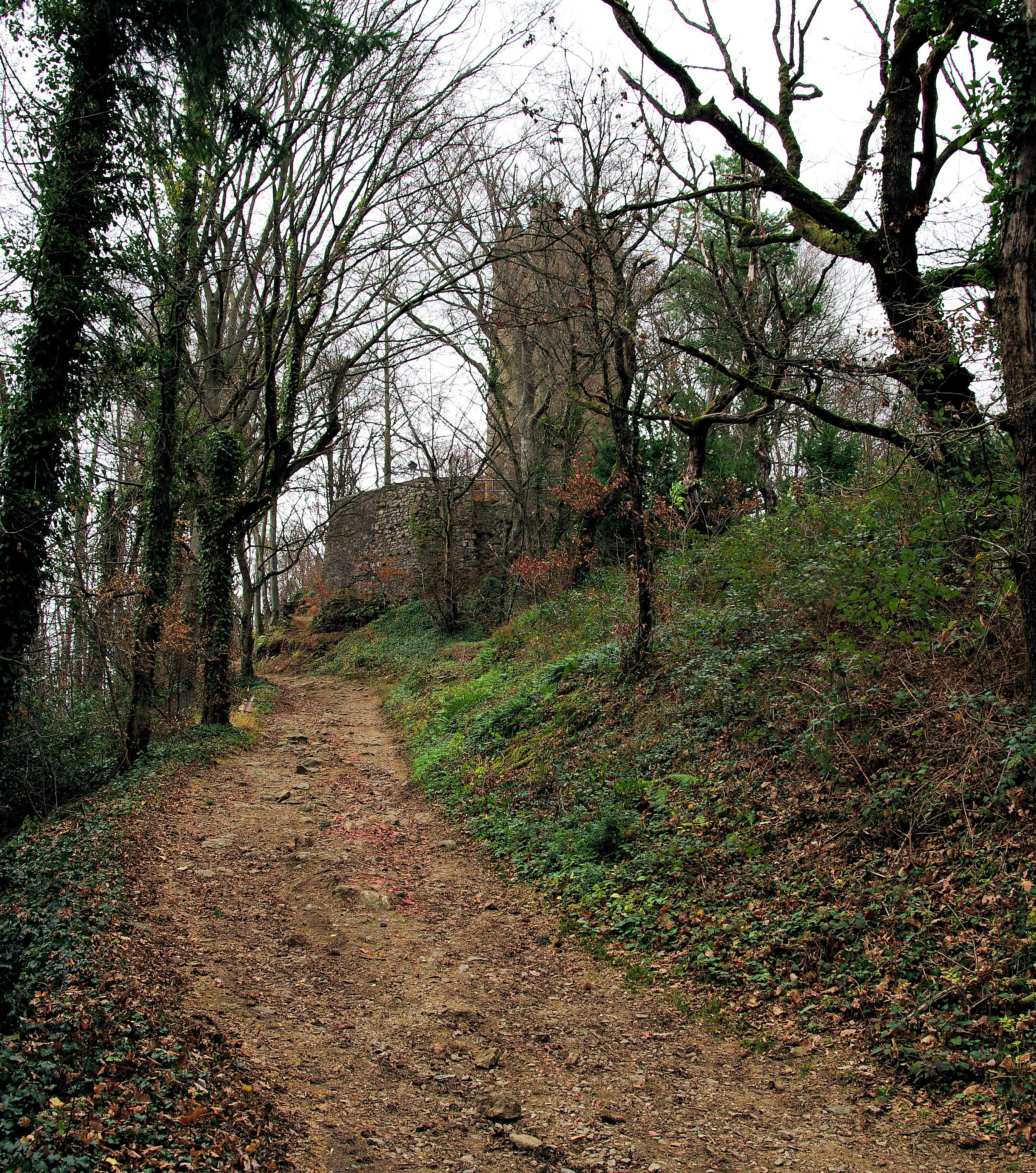
Approche.
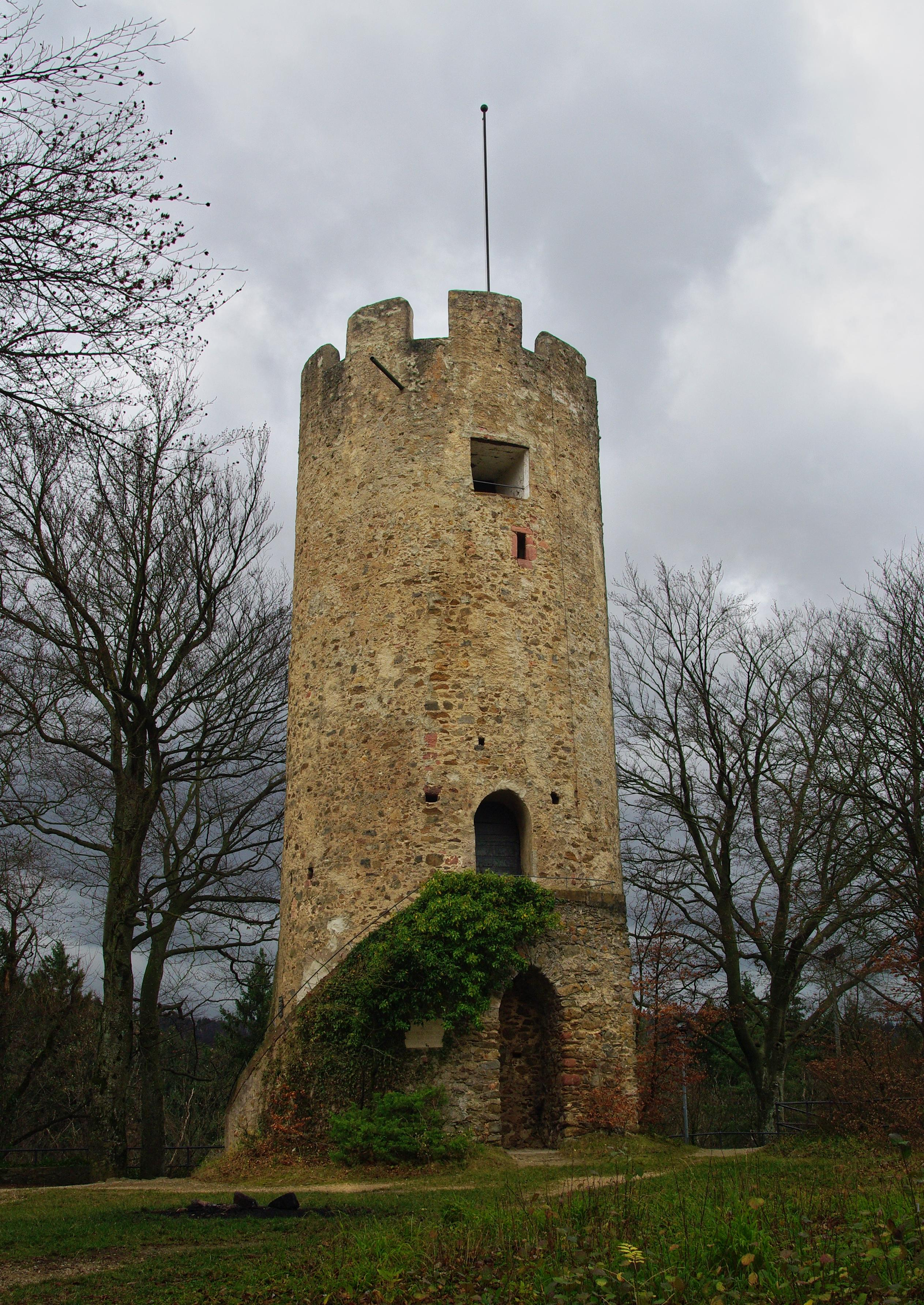
Avant.
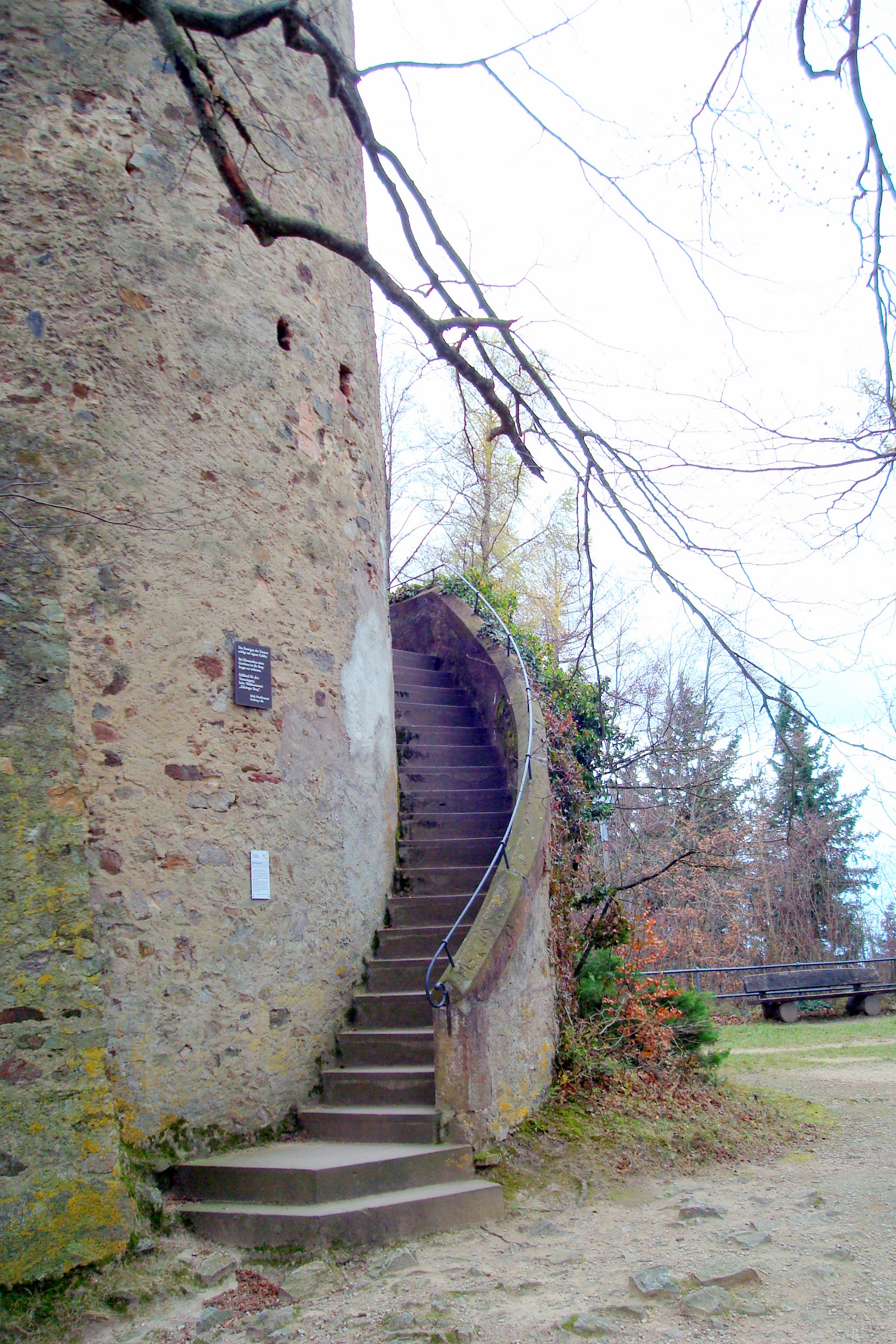
Entrée.
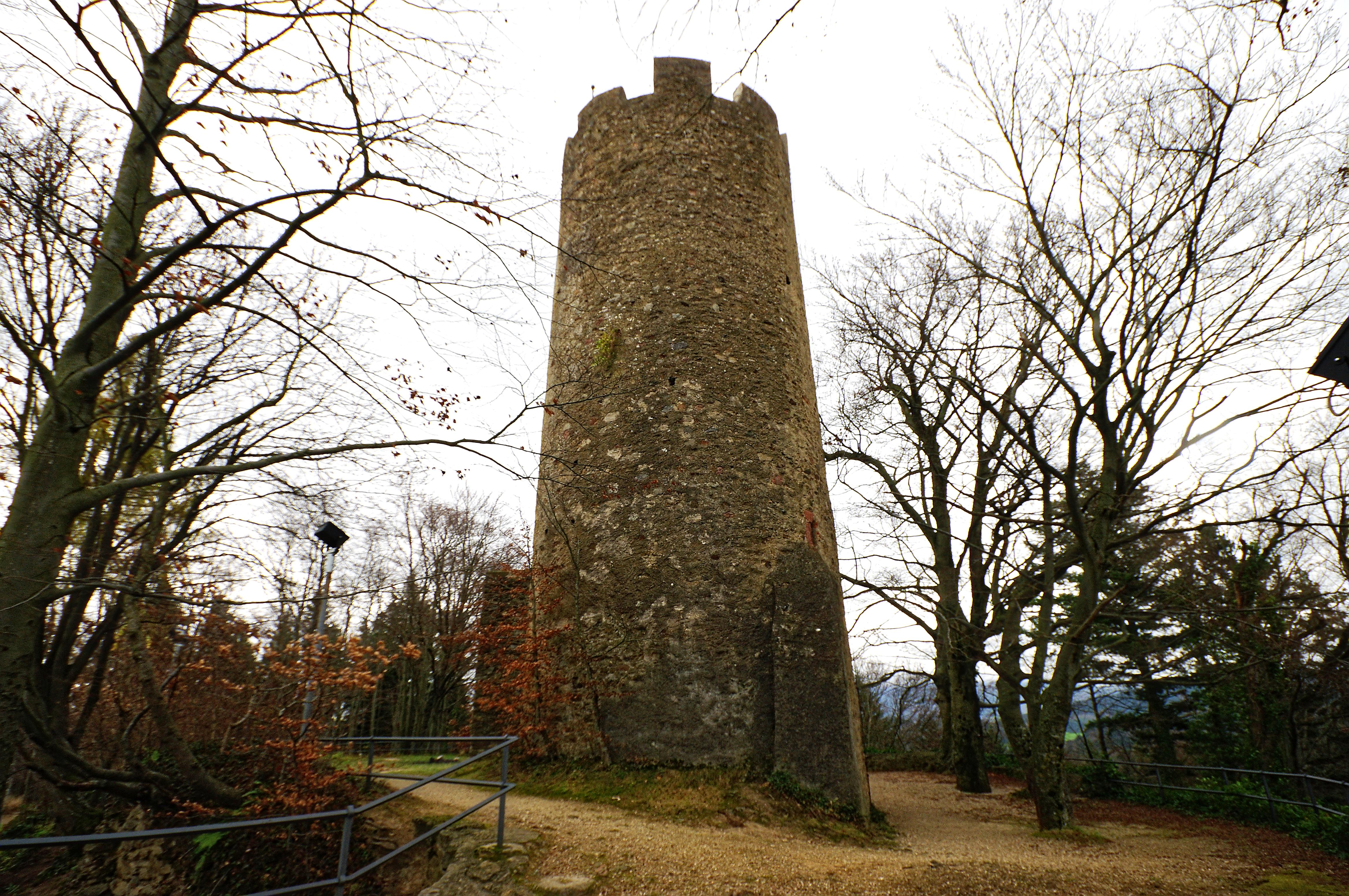
Arrière.